# 安藤純 (画家)
安藤純 (あんどう じゅん)は、日本の画家、アーティスト。東京都出身。

## 経歴
アメリカ、ボストン美術館学校・タフツ大学を卒業。レーガン大統領・カーター大統領の肖像画をホワイトハウスに納めた画家エバ・マック氏、元貴族のマック家に日本人として初めて技法を師事。2006年ハーバード大学院にて「Reflection of the Light」展に参加。世界宗教の真髄の意味を問いインスタレーションを兼ねた展示を行う。その宗教的な問いの中から「花と瞬間」という作品シリーズを展開。音楽家のシンディ・サンタナ氏を含め国内外で多数のアーティストとコラボレーションを行う。
2009年銀座ギャラリー悠玄・ホテル日航東京台場等の大手のホテルにて個展を行う。
2011年代官山ヒルサイドテラスギャラリーにて「花と人間展」へ出展。同年3.11の福島震災へのチャリティーイベントや聖路加病院レジデンスホールにてイベントを行う。
2016年全国誌「百歳万歳」にて「色」をテーマに連載。
2017年ハウステンボス美術館にて展示。CWAJ主催のチャリティイベントへ作品を出展。
2018年は名古屋マリオットアソシアホテル主催にて個展を行う。